# Peter James
Peter John James (Regno Unito, 27 luglio 1940 – 28 giugno 2025) è stato un attore e regista teatrale britannico.

## Biografia
Fu rettore della London Academy of Music and Dramatic Art dal 1994 al 2010, quando andò in pensione senza tuttavia interrompere la sua attività pedagogica. Alla direzione dell'accademia gli succedette Timothy West.
Prima di dedicarsi all'accademia, ebbe un'intensa carriera teatrale: fondò l'Everyman Theatre e fu il primo direttore associato del National Theatre all'Old Vic, il celebre teatro londinese sede dell'omonima compagnia di repertorio shakespeariano.
Tra i numerosi riconoscimenti ricevuti, ricordiamo l'Olivier Award e l'ITI Award for Excellence in International Drama.
Negli ultimi anni tenne diversi corsi in Italia insieme a Jenny Lipmann presso l'Accademia Teatrale ITACA in Puglia, soprattutto diverse Shakespeare Summer School.

## Cariche istituzionali
- Fondatore dell'Everyman Theatre (Liverpool, oggi Merseyside)
- Direttore associato del National Theatre all'Old Vic
- Direttore del Crucible Theatre (Sheffield)
- Direttore del Lyric Theatre (Hammersmith)
- Presidente dell'ACGB Young People's Theatre Committee
- Presidente del Young Theatre Committee of the International Theatre Institute
- Amministratore della Temba Theatre Company
- Amministratore della Shared Experience Theatre Company
- Rettore della LAMDA (Londra, dal 1994 al 2010)

## Riconoscimenti
- International Theatre Institute Award for Excellence nel campo del teatro internazionale
- Best of Fest Award per "The Madras House" all'Edinburgh Fringe Festival
- Laurence Olivier Award per "La casa di Bernarda Alba"
- Commander of the Order of the British Isles (CBE) per i servigi resi all'arte (2011)